# 悲撃のヒロイン症候群
悲撃のヒロイン症候群（ひげきのヒロインシンドローム）は、日本の7人組女性アイドルグループ。imaginate所属。同社所属の女性アイドルグループで構成されているHEROINESの一員であった。2018年結成、2021年解散。略称は「ヒロシン」。
HEROINES結成のきっかけ・中心となったグループである。また、地雷系のアイドルシーンを切り拓いた存在として位置付けられている。

## 来歴
2018年、以前同じアイドルグループに所属し、YouTubeチャンネル「叶と姫乃」でYouTuberとしても活動していた白雪 姫乃（しらゆき ひめの）と蒼井 叶（あおいかなう）がプロデューサーと新しいグループを立ち上げることになる。9月ごろに広島県出身でアイドル未経験の胡桃 兎愛（くるみ とあ）が参加。同年12月に夜宵やむ（やよい やむ）、野苺みくる（のいちご みくる）の2人が合流し、株式会社iamginate所属の5人組アイドルグループとして結成。グループ名の由来は精神疾患の「悲劇のヒロイン症候群」で、「世の中に打ち勝つような名前にしたい」という意味を込めて攻撃の「撃」の字を入れた。
2019年2月19日に主催ライブ『舞踏会』（新宿BLAZE）でデビュー。同年3月10日には籠乃めあ（かごの めあ）が加入し6人体制となる。同年8月6日、1stシングル『サイレントクライ/ REVENGER』をリリースし、オリコンデイリー1位、週間7位を獲得。
また、悲撃のヒロイン症候群を中心として、2019年に結成された「MOBIUS（メビウス）」、「妄愛グラビティ」、活動を再開した「鵺（ぬえ）」ら姉妹グループを総称し「HEROINES（ヒロインズ）」と呼称されるようになる。2020年1月、「ポンコツコンポ」を加えたこれら5組でHEROINESとしてのコンピレーションアルバム『ユビキリ～この先も一緒に歩んで行こうね～』をリリース。
2019年10月、新メンバー月雲 巫女（つくも みこ）の加入が発表され、10月22日の主催ライブ「舞踏会VOL.3」（東京・白金高輪 SELENE b2）で7人体制がお披露目された。
2021年2月28日、ライブ活動等の一時休止を発表。
3月5日、2周年記念ワンマンライブ「Twelve o'clock bell」を新宿BLAZEで開催。翌6日をもって活動休止期間に入る。4月8日、公式Twitterにて、野苺みくるの卒業を本人によるコメント映像で発表。しかし続く4月23日、同日付でのグループ解散を発表し、活動を終了した。
解散後もimaginateに引き続き所属することとなったメンバーらはtwinpale（2021年 - 、白雪姫乃・蒼井叶）、AdamLilith（2022年 - 、夜宵やむ）、ガガピエロ（2023年 - 、胡桃兎愛）と続けて結成されたHEROINES新グループの中心メンバー、オリジナルメンバーとなった。また、これらに加えGILTY×GILTY（白雪姫乃・蒼井叶がtwinpaleと兼任で所属）などを含めた後のHEROINESグループの楽曲やビジュアルにも悲撃のヒロイン症候群の要素が受け継がれている。

## コンセプトと評価
「全ての悲劇のヒロインに幸せが訪れますように。」というメッセージを掲げ、「病み」をイメージした衣装を着用
。人々の繊細な思いを代弁し、明日に向かう活力になってもらうことを目的として活動する。
メンバーの白雪姫乃は、「世の中に悲観的になっている人、生きづらい人、病みや闇を抱えている人に生き方や歌で勇気を与えるグループ」であると語っている。メンバーの蒼井叶は「生き方で勇気を与える」ことについて、「自分たちが率先して派手な見た目をして自分らしさを出すことで、自分を表現することに勇気を持てない女の子たちに、自由に生きればいいんだよと伝えていきたい」としている。
同性からの支持が厚いのが特徴で、ファン層の約8割
から9割を女性が占めるといわれている。
音楽ライターの冬将軍は、楽曲やビジュアルについて「内に向けた負の感情を弄るような歌詞とゴシックに粧し込んだビジュアルは、従来のアイドル像とはまったく異なるもの」と評価しており、「多様化する近年のシーンを象徴的に表している」と述べている。また、1つの個人アーティスト写真にストーリー性と大量の情報を詰め込んで見る者を惹きつけるというヒロシンのビジュアル戦略について、「アイドルのアートワークに革命を起こした」と評価している。
上述のようなゴシックに作り込んだビジュアルと負の感情を露わにした楽曲で同性同年代を中心に支持を集めるアイドルグループは2020年代に地雷系ロックアイドルのムーヴメントを確立し、悲撃のヒロイン症候群はその先駆者に位置付けられている。

## 年譜

### 2018年
- 12月 - 白雪姫乃、蒼井叶、夜宵やむ、胡桃兎愛、野苺みくるの5人によって結成[3]。
- 12月15日-19日 - 公式Twitterにて白雪姫乃[30][31]、蒼井叶[32][33]、夜宵やむ[34][35]、胡桃兎愛[36][37]、野苺みくる[38][39]の順にイメージビデオと写真が公開される。
- 12月21日 - 集合アーティスト写真を公開[8]。

### 2019年
- 1月1日 - 年明け直後に、同年2月19日に新宿BLAZEにてデビューライブとなる主催ライブ「舞踏会」を入場無料で行うことを発表[40]。
- 2月19日 - 新宿BLAZEにてデビューライブとなる主催ライブ「舞踏会」を開催[3]し、観客動員824人を達成[41]した。
- 3月10日 - 新メンバーの籠乃めあの加入と、4月1日の舞踏会vol.2でのお披露目を発表[7][42]。
- 3月16日 - 姉妹ユニットの「MOBIUS（メビウス）」と「妄愛グラビティ」の立ち上げ、4月1日の舞踏会vol.2でのお披露目を発表[43]。
- 4月1日 - 舞踏会vol.2を恵比寿LIQUIDROOMにて開催。上述の通り、姉妹ユニット2組と新メンバーの籠乃めあがお披露目された[7][42]。
- 東名阪ツアー「令和元年 悲撃ノ東名阪」[1][44]
  - 5月4日 - 東京渋谷duo
  - 5月8日 - 名古屋ReNY
  - 5月25日 - 大阪BIGCAT
- 5月11日 - 『サイレントクライ』のリリースイベントを開始[1][45]。
- 7月21日 - Shibuya O-EASTにて初のワンマンライブ「mercykilling」を開催[24][46]。
- 8月6日 - 1stシングル『サイレントクライ/ REVENGER』をリリース[9][8]。
- 8月14日 - 1stシングルのリリースイベントが終了[47]。
- 8月16日 - 新妹分ユニット「ポンコツコンポ」の結成と同月20日[48]のお披露目を発表[49][50]。
- 10月1日-8日 - 公式Twitterにて野苺みくる[51][52]、胡桃兎愛[53][54]、籠乃めあ[55][56]、夜宵やむ[57][58]、蒼井叶[59][60]、白雪姫乃[61][62]の順に新衣装とそのアーティスト写真を公開。その最中に新メンバーの存在が明らにされ[63]、7日に新メンバー月雲巫女のビジュアル映像とアーティスト写真の公開、同月22日にお披露目予定であることの発表が行われた[14][64][65]。8日に7人体制となった新ビジュアルを公開[66]。
- 10月22日 - 主催ライブ「舞踏会vol.3」を東京・白金高輪 SELENE b2にて開催[14][67]。月雲巫女がお披露目された[14]。

### 2020年
- 1月14日 - HEROINESによるコンピレーションアルバム『ユビキリ ～この先も一緒に歩んで行こうね～』を新レーベルrock fieldよりリリース[68]。
- 2月11日 - 全国ツアー『悲撃乃偶像行脚』ファイナル（舞浜アンフィシアター）

### 2021年
- 2月28日 - ライブ活動等の一時休止を発表[15]。
- 3月5日 - 2周年記念ワンマンライブ「Twelve o'clock bell」を新宿BLAZEで開催[16]。
- 3月6日 - 活動休止期間に入る[16]。
- 4月8日 - 公式Twitterにて、野苺みくるの卒業を本人によるコメント映像で発表[17][注 1]。
- 4月23日 - 同日付でのグループ解散を発表し、活動を終了した[18]。

## メンバー
| 名前       | 読み            | 担当カラー | お披露目日     | 生年月日              | 身長   | 出身地   |
| ---------- | --------------- | ---------- | -------------- | --------------------- | ------ | -------- |
| 白雪姫乃   | しらゆき ひめの | 白         | 2019年2月19日  | 2000年9月20日（24歳） | 167 cm | 東京都   |
| 蒼井叶     | あおい かなう   | 青         | 2019年2月19日  | 2001年11月9日（23歳） | 159 cm | 天王星   |
| 夜宵やむ   | やよい やむ     | 紫         | 2019年2月19日  | 12月22日              | 158 cm | 東京都   |
| 胡桃兎愛   | くるみ とあ     | 桃         | 2019年2月19日  | 1998年9月9日（26歳）  | 153 cm | 広島県   |
| 野苺みくる | のいちご みくる | 赤         | 2019年2月19日  | 5月8日                | 150 cm | 愛知県   |
| 籠乃めあ   | かごの めあ     | 緑         | 2019年4月1日   | 2000年4月24日（24歳） | 167 cm | 神奈川県 |
| 月雲巫女   | つくも みこ     | 黄         | 2019年10月22日 | 9月6日                | 157 cm | 京都府   |

白雪姫乃
- 高身長で黒髪ぱっつん姫カットがトレードマーク[8]。
- YouTuberとしても活動しており[8][70]、悲撃のヒロイン症候群デビュー前からメンバーの蒼井叶とともにYouTubeチャンネル「叶と姫乃」でメイク動画などを投稿していた。2021年の解散およびtwinpale結成後も断続的ながら動画投稿を続けている。
- 解散後もHEROINESに所属し、Ill（イル）およびGILTY × GILTYのメンバーとして活動している[71][72]。
- 出演
  - アマツカミ コレクション2019 Spring&Summer（モデル）[73]

蒼井叶
- 最年少だが、メンバーからは慕われる一面もある[8]。
- 担当カラーでもある青色の髪がトレードマークの個性派[8]。
- YouTuberとしても活動しており[8][74]、デビュー前からメンバーの白雪姫乃と共にYouTubeチャンネル「叶と姫乃」でメイク動画などを投稿していた。2021年の解散およびtwinpale結成後も断続的ながら動画投稿を続けている。
- 2024年12月23日現在もHEROINESに所属し、Ill（イル）およびGILTY × GILTYのメンバーとして活動している[72][71]。

夜宵やむ
- メンバーやファンに対する思いやりは人一倍で、胡桃兎愛からは中毒性があると表現される[3]。メンバーの籠乃めあとYouTubeチャンネル「夜めあ連合（ないとめあれんごう）」でYouTuberとして活動していた[8]。
- 2024年12月現在もHEROINESに所属し、AdamLilithのメンバーとして活動している[75]。
- 出演
  - ミオヤマザキ『トラウマ彼女 feat.生憎の雨。(R指定 vo.マモ)』ミュージックビデオ[76]
  - アマツカミ コレクション2019 Spring&Summer（モデル）[73]

胡桃兎愛
- 白雪姫乃は胡桃を、「小柄で女の子らしい印象に対して芯が強い子で、うまくいかないことをバネに跳ね返していく人である」と評価している[3]。ピンク色の髪型がトレードマーク[8]。
- 2021年5月22日に自身がディレクターを務めるアパレルブランド「Aventulle」を立ち上げた[77]。同ブランドは2023年3月31日より「AVENCHUMU」に改名しリブランドデビュー[78]し、2024年12月現在まで継続的に新作コレクションの発表やポップアップイベント、胡桃自身の来店イベントを行なっている[79][80]。
- 解散後もHEROINESに所属し、ガガピエロのメンバーとして活動した[81]。

野苺みくる
- 夜宵やむは野苺を、コミュニケーション能力が高く頼れるお姉ちゃんのような存在であると評価している[3]。

籠乃めあ
- 途中加入メンバー[8]。
- アイドルオーディションPrologueを勝ち抜き[82]、2019年3月10日に加入が発表された[7]。
- 夜宵やむとYouTubeチャンネル「夜めあ連合」でYouTuberとして活動[8]。

月雲巫女
- 途中加入メンバー[14]。
- 2019年10月7日に加入が発表された[14][64][65]。
- 解散の後はHEROINESを離れ、2023年9月22日、AZATOYに加入[83]。さらにAZATOY脱退後、2024年12月現在はモノクローンのメンバーとして活動している[84]。

## ディスコグラフフィ

### シングル
| No. | 作品名                     | 発売日       | オリコン最高位 (デイリー/ ウィークリー) | 盤名                           | 収録曲                                               |
| --- | -------------------------- | ------------ | --------------------------------------- | ------------------------------ | ---------------------------------------------------- |
| 1st | サイレントクライ/ REVENGER | 2019年8月6日 | 1位/7位                                 | 通常盤 JAN 4562350600485       | 1. サイレントクライ 2. REVENGER 3. KissMark          |
| 1st | サイレントクライ/ REVENGER | 2019年8月6日 | 1位/7位                                 | 蒼井叶盤 JAN 4562350600492     | 1. サイレントクライ 2. REVENGER 3. 孤独なシンデレラ  |
| 1st | サイレントクライ/ REVENGER | 2019年8月6日 | 1位/7位                                 | 白雪姫乃盤 JAN 4562350600508   | 1. サイレントクライ 2. REVENGER 3. LOVE YOU KILL YOU |
| 1st | サイレントクライ/ REVENGER | 2019年8月6日 | 1位/7位                                 | 夜宵やむ盤 JAN 4562350600515   | 1. サイレントクライ 2. REVENGER 3. 薔薇と棘          |
| 1st | サイレントクライ/ REVENGER | 2019年8月6日 | 1位/7位                                 | 胡桃兎愛盤 JAN 4562350600522   | 1. サイレントクライ 2. REVENGER 3. GAME              |
| 1st | サイレントクライ/ REVENGER | 2019年8月6日 | 1位/7位                                 | 野苺みくる盤 JAN 4562350600539 | 1. サイレントクライ 2. REVENGER 3. カクシゴト        |
| 1st | サイレントクライ/ REVENGER | 2019年8月6日 | 1位/7位                                 | 籠乃めあ盤 JAN 4562350600546   | 1. サイレントクライ 2. REVENGER 3. ボクはここにいる  |